# Ectolopha obsoletipicta
Ectolopha obsoletipicta là một loài bướm đêm trong họ Noctuidae.